# Tom Leeb
Tom Leeb (Parigi, 21 marzo 1989) è un cantautore, attore e comico francese.
Avrebbe dovuto rappresentare la Francia all'Eurovision Song Contest 2020 con il brano Mon alliée, poi cancellato a causa della pandemia di COVID-19.

## Biografia
Figlio del comico Michel Leeb e della giornalista Béatrice Malicet, Tom Leeb ha due sorelle. Nell'infanzia ha frequentato corsi di teatro, cinema e canto.
Ha recitato con suo padre nell'opera Madame Doubtfire al Théâtre de Paris nel 2003. Nel 2013 è stato scelto per il ruolo di Tom nella serie Sous le soleil de Saint-Tropez, marcando il suo debutto nel settore televisivo. Nello stesso anno ha formato un duo comico insieme a Kevin Levy. Il suo debutto musicale è avvenuto nel 2018 con il singolo Are We Too Late, che ha anticipato il suo album di debutto, Recollection, uscito l'anno successivo.
Il 14 gennaio 2020, l'emittente televisiva francese France Télévisions ha confermato di aver selezionato internamente l'artista come rappresentante della Francia all'Eurovision Song Contest 2020 a Rotterdam, nei Paesi Bassi. Il suo brano, The Best in Me, è stato pubblicato il successivo 16 febbraio. Successivamente il cantante ha presentato una nuova versione della canzone, appositamente per il contest, intitolata Mon alliée. Tuttavia, il 18 marzo 2020 l'evento è stato cancellato a causa della pandemia di COVID-19.

## Discografia

### Album in studio
- 2019 – Recollection
- 2020 – Silver Linig

### EP
- 2018 – Tom Leeb

### Singoli
- 2018 – Are We Too Late
- 2018 – Go On
- 2019 – Sun
- 2020 – The Best in Me (Mon alliée)
- 2020 – Si tu savais
- 2020 – Run Away (feat. Jérôme Queriaud)
- 2020 – You Got Something

## Filmografia

### Cinema
- Paroles, regia di Véronique Mucret Rouveyrollis (2013)
- Un'estate in Provenza (Avis de mistral), regia di Rose Bosch (2014)
- Jour J, regia di Reem Kherici (2017)
- Overdrive, regia di Antonio Negret (2017)
- Mon poussin, regia di Frédéric Forestier (2017)
- Papillon, regia di Michael Noer (2017)
- Les Nouvelles Aventures de Cendrillon, regia di Lionel Steketee (2017)
- Cyrano, mon amour, regia di Alexis Michalik (2019)
- 8 Rue de l'Humanité, regia di Dany Boon (2021)
- Pierre & Jeanne, regia di Clémentine Célarié (2021)
- I viziati (Pourris gâtés), regia di Nicolas Cuche (2021)

### Cortometraggi
- One Shot, regia di Miguel Parga (2009)
- Subtitles, regia di Allan Duboux e Tom Leeb (2013)
- This New Generation, regia di Tom Leeb (2015)
- Lola & Eddie, regia di Charlotte Karas e Jordan Goldnadel (2016)
- Happy Anniversary, regia di Franck Victor (2016)
- Unexpected, regia di Jessy Langlois (2017)
- Momentum, regia di David Solal (2017)
- Jeux de grands, regia di Céline Gaudry (2019)

### Televisione
- Sous le soleil de Saint-Tropez – serie TV (2013-2014)
- Sulle tracce del crimine (Section de recherches) – serie TV, episodio 8x06 (2014)
- Nina – serie TV, episodio 4x04 (2014)
- Infidèle – serie TV (2020)
- Plan B – serie TV (2021)
- Scènes de ménages – serie TV (2021)
- Amore (e guai) a Parigi (L'amour (presque) parfait) – miniserie TV, 6 puntate (2022)
- Les Combattantes – serie TV (2022)
- A casa tutti bene - La serie (seconda stagione) – serie TV (2023)

## Teatro
- Madame Doubtfire (2003)
- Kevin & Tom (2013)

## Doppiatori italiani
Nelle versioni in italiano dei suoi lavori, Tom Leeb è stato doppiato da:
- Gianluca Crisafi in Un'estate in Provenza
- Stefano Annunziato in Nina
- Paolo De Santis in Cyrano, mon amour
- Andrea Mete in 8 Rue de l'Humanité